# Somatina transfigurata
Somatina transfigurata là một loài bướm đêm trong họ Geometridae.